# Jamal Blackman
Jamal Clint-Ross Blackman (Croydon, 1993. október 27. –) angol labdarúgó, kapus, a Los Angeles játékosa.

## Pályafutása

### Chelsea
Blackman az U13-as korosztályban szerepelt először a Chelsea színeiben, azóta a klub játékosa. A felnőtt csapat keretében először 2011. október 29-én, a 18. születésnapja után két nappal kapott helyet, ekkor a kispadról figyelhette az Arsenal elleni hazai, bajnoki mérkőzést, amelyen a csapat 5–3-as vereséget szenvedett. A 2011–12-es szezonban már rendszeresen a felnőttekkel edzett, a Chelsea U18-as csapatánál pedig már ő számított a kezdőkapusnak, amellyel a szezon végén megnyerték a fiatalok számára kiírt FA Youth Cup-ot.
Blackman 2014 júniusában egy új, 5 éves szerződést írt alá a csapattal.

### Middlesbrough
2014. augusztus 31-én csatlakozott a Middlesbrough csapatához, az akkor másodosztályú klub 2015 januárjáig kapta kölcsön. Szeptember 23-án, a Ligakupa 3. fordulójában lépett pályára először a Liverpool ellen (ez volt élete első felnőttmeccse). A mérkőzés döntetlenre végződött, majd 120 perc játék után is 2–2 volt. A tizenegyespárbajban Blackman kivédte Raheem Sterling lövését, majd ugyan az ellenfél kapusa, Simon Mignolet belőtte neki a maga tizenegyesét, a következő körben ez fordítva is megtörtént. Végül rendkívül izgalmas párbajban 14–13-ra a Liverpool győzött, a „Boro” pedig kiesett. Blackmannek ez volt az egyetlen meccse a Middlesbrough-nál.
2015. január 6-án a Chelsea visszahívta kölcsönszerződéséből, miután Mark Schwarzer távozásával szüksége volt a csapatnak egy harmadik számú kapusra.

### Östersunds
2016. március 18-án a több játéklehetőség reményében a svéd élvonalbeli Östersunds FK csapatához ment kölcsönbe, szerződése május 31.-ig szólt.
Április 4-én a Hammarby IF elleni mérkőzésen debütált (1–1). Nagyjából egy hónappal később a Gefle IF ellen lejátszotta első kapott gól nélküli meccsét (0–0). Összesen 12 mérkőzésen lépett pályára, így elmondható, hogy megkapta az elegendő játéklehetőséget. Bár a szezon még tart, visszatért angol csapatához.

### Wycombe Wanderers
2016. augusztus 15-én ismét kölcsönbe került, ezúttal az angol negyedosztályú Wycombe Wanderershez. Az Accrington Stanley elleni 1–1-es mérkőzésen debütált új csapatában. Augusztus 20-án első kapott gól nélküli meccsét is lejátszotta a Blackpool ellen (0–0).

### Sheffield United
2017. július 27-én a másodosztályú Sheffield United vette kölcsön.

### Válogatott
Blackman eddig az angol U16-os, U17-es, és az U19-es válogatottakban lépett pályára. 2014 augusztusában meghívott kapott az angol U21-es csapatba is.

## Sikerei, díjai
Chelsea
- FA Youth Cup-győztes: 2011–12

Anglia U16
- Victory Shield: 2009